# Budínský ejálet
Budínský ejálet (turecky Budin Eyaleti, Budin Beylerbeyliği, Budin Paşalığı), kolokviálně též Budínský pašalík, byla vyšší samosprávní jednotka Osmanské říše ve středním Podunají. Jejím centrem byla někdejší uherská metropole Budín. Ejálet existoval mezi lety 1541 a 1686. Součástí pašalíku byla i Baranja (dnešní východní Chorvatsko kolem města Osijeku).
Za prvního valího byl jmenován Sulejman-paša, který byl původem Maďar. Turci, ale i příslušníci jiných muslimských národů říše (Bosňáci, Albánci), do ejáletu přicházeli zejména z jižnějších provincií říše. Muslimské obyvatelstvo se koncentrovalo hlavně ve městech.
Ejálet se skládal z několika sandžaků, jejichž počet v průběhu let kolísal. V době návštěvy cestopisce Evliji Čelebiji existovaly sandžaky Vučitrn, Kruševac, Smederevo, Zvornik, Srem, Moháč, Požega, Segedín a Bečkerek. Roku 1573 ejálet tvořilo už 21 sandžaků, mezi nimi byly například Smederevo, Zvornik, Srem, Segedín, Požega a Moháč.
Po dobytí Jageru a Velké Kaniži na přelomu 16. a 17. století byla tato města ustanovena jako centra nových ejáletů. Některé budínské sandžaky v Potisí byly připojeny k novému Jagerskému ejáletu, v Podráví byl zřízen Kanižský ejálet. Pod správu Budína tak nyní patřila pouze oblast kolem Dunaje od Ostřihomi po Moháč. Ejálet byl rozpuštěn roku 1686 Habsburky, kteří ovládli téměř celou Panonskou nížinu.
Po Karlovickém míru roku 1699 pod osmanskou správou zůstal jen Smederevský sandžak a část někdejšího Sremského sandžaku. Již dříve došlo k připojení těchto správních jednotek k Temešvárskému a nakonec Rumélijskému ejáletu.

## Historie
V 16. století Osmanská říše vedená sultánem Sulejmanem I. dobyla řadu pevností na jihu Maďarska. Po bitvě u Moháče v roce 1526, kde byl těžce poražen a usmrcen český a uherský král Ludvík Jagelonský, se vliv Osmanů rozšířil i na střední část Uherského království a osmanské jednotky vtrhly do Budy v letech 1526 a 1529.
V roce 1541 se Sulejman rozhodl konsolidovat dobytou oblast Budína a zřídit ji jako organickou součást říše. Odrazil vojska rakouského velitele Wilhelma von Roggendorfa, který město obléhal, a 29. srpna 1541 převzal kontrolu nad městem, společně s městem na druhé straně Dunaje – Pešť. Poté ustanovil první středoevropský Ejálet (provincii) s hlavním městem v Budíně.
Ve stejném roce se dostalo pod osmanskou nadvládu několik dalších měst: Segedín, Kalocsa, Subotica. V letech 1543–44 dobyli Osmané oblasti v okolí měst Nógrád, Vác, Székesfehérvár, Pécs a Siklós, které byly začleněny do nového pašaliku.
V roce 1552 byla provincie rozšířena o nová území na severu a založena nová provincie okolo města Temešvár (rumunsky: Timişoara). Vojenská kontrola okolních oblastí byla řízena z Budína.
Následující rok se postup Osmanů zpomalil a území Budínské provincie se nezměnilo až do konce patnáctileté války a uzavřením Žitavského míru, kde Osmané ztratili území severně od Nógrádu.
Nicméně oblasti v okolí měst Eger a Nagykanizsa byly během těchto válek připojeny k Osmanské říši a tyto provincie byly krátce spravovány jako Sandžak.
Území Budinského pašaliku bylo tímto zřízením dvou sandžaků významně zmenšeno. Přesto zůstala nejvýznamnější osmanskou provincií ve střední Evropě kvůli strategické poloze Budína jako významného přístavu na Dunaji.
V 17. století osmanský velkovezír Kara Mustafa nejprve dobyl další území Maďarska (ovládaném Habsburky) a část území Sedmihradska. Nicméně utrpěl velkou porážku v bitvě u Vídně v roce 1683 a tato porážka znamenala postupný úpadek osmanského vlivu ve střední Evropě. 2. září 1686 byl Budín dobyt vojsky Svaté ligy (koalice evropských katolických států zejména Rakouska, Polska, Benátek pod záštitou papeže Inocence XI.). Po prohrané bitvě u Zenty vojsky Evžena Savojského v roce 1697, se museli Osmané natrvalo vzdát prakticky celé části Uherska a Sedmihradska ve prospěch Habsburků.

## Životní podmínky během osmanské nadvlády
Vleklé války a přítomnost Turků přinesly Uhrám hospodářskou i demografickou katastrofu . Osmané využívali dobyté Uhersko hlavně jako základnu pro své další dobyvačné cíle a také jako zdroj daňových příjmů. Zemi sužovaly války, nebyla možnost zemědělské obživy, proto nastal posléze hladomor a velké úmrtí původního obyvatelstva.
V otázkách náboženství neměli ale Osmané snahy obracet uherské obyvatelstvo na islámskou víru. Tolerovali křesťanům víru katolickou i v té době v Uhrách šířící se (hlavně mezi šlechtou) protestantskou víru. To zejména z důvodů, že od křesťanských obyvatel mohli vybírat daně. Po dobytí Uherska Habsburky ke konci 17. stol. došlo k potírání všech nekatolických náboženstvích a formálně byla nařízena pouze jednotná katolická víra. Paradoxně i přesto zde nikdy, a už vůbec ne v době osmanské nadvlády, neproběhla masivní rekatolizace jako např. v českých zemích. Habsburkové se totiž obávali multináboženskou situaci Uher a zvláště Sedmihradska poškodit a relativně konsolidované území na neustále neklidné hranici s Osmanskou říší proti možným střetům oslabit.

## Správní členění

### Administrativní dělení ejáletu (1541)
- Budínský sandžak (Buda)
- Smederevský sandžak (Smederevo)
- Zvornický sandžak (Zvornik)
- Vučitrnský sandžak (Vushtrri)
- Požežský sandžak (Požega)
- Moháčský sandžak (Mohács)
- Stoličnobělehradský sandžak (Székesfehérvár)
- Segedínský sandžak (Szeged)
- Sremský sandžak (Ilok)
- Kopáňský sandžak (Törökkoppány)
- Šiklóšský sandžak (Siklós)
- Pětikostelecký sandžak (Pécs)
- Vidinský sandžak (Vidin)
- Aladžahisarský sandžak (Kruševac)
- Čanádský sandžak (Cenad)
- Bečkerecký sandžak (Zrenjanin)
- Hipovský sandžak (?)

### Administrativní dělení ejáletu (1566)
- Budínský sandžak (Buda)
- Smederevský sandžak (Smederevo)
- Požežský sandžak (Požega)
- Moháčský sandžak (Mohács)
- Stoličnobělehradský sandžak (Székesfehérvár)
- Segedínský sandžak (Szeged)
- Sremský sandžak (Ilok)
- Babóčský sandžak (Babócsa)
- Sigetský sandžak (Szigetvár)
- Pětikostelecký sandžak (Pécs)
- Ostřihomský sandžak (Esztergom)
- Hatvanský sandžak (Hatvan)
- Filakovský sandžak (Fiľakovo)
- Sečenský sandžak (Szécsény)
- Solnický sandžak (Szolnok)
- Simontornský sandžak (Simontornya)
- Kopáňský sandžak (Törökkoppány)
- Šiklóšský sandžak (Siklós)
- Seksárský sandžak (Szekszárd)
- Novohradský sandžak (Nógrád)
- Vesprimský sandžak (Veszprém)

### Administrativní dělení ejáletu (1600)
- Smederevský sandžak (Smederevo)
- Sremský sandžak (Ilok)
- Kovinský sandžak (Ráckeve)
- Kopáňský sandžak (Törökkoppány)
- Stoličnobělehradský sandžak (Székesfehérvár)
- Moháčský sandžak (Mohács)
- Šiklóšský sandžak (Siklós)
- Sečujský sandžak (Dunaszekcső)

### Administrativní dělení ejáletu (1610)
- Budínský sandžak (Buda)
- Sremský sandžak (Ilok)
- Kovinský sandžak (Ráckeve)
- Kopáňský sandžak (Törökkoppány)
- Stoličnobělehradský sandžak (Székesfehérvár)
- Moháčský sandžak (Mohács)

### Administrativní dělení ejáletu před jeho definitivním zrušení (1699)
- Budínský sandžak (Buda)
- Sremský sandžak (Ilok)
- Smederevský sandžak (Smederevo)
- Seksárský sandžak (Szekszárd)
- Simontornský sandžak (Simontornya)
- Stoličnobělehradský sandžak (Székesfehérvár)
- Ostřihomský sandžak (Esztergom)
- Moháčský sandžak (Mohács)
- Pětikostelecký sandžak (Pécs)

## Valí
- 1541–1542 Szulejmán pasa (Ramazanoğlu Uzun Süleyman Paşa)
- 1542–1543 Kücsük Báli pasa (Küçük Bali Paşa)
- 1543–1548 Jahjapasazade Muhammad pasa (Yahyapaşazade Mehmet Paşa)
- 1548–1551 Kaszim pasa (Gazi Kasım Paşa)
- 1551–1553 Ali pasa (Hadım Ali Paşa) (?–1557)
- 1553–1556 Tujgún pasa (Toygun Paşa)
- 1556–1557 Ali pasa (Hadım Ali Paşa) (?–1557), pohřben v Sarajevu u Ali-pašovy mešity
- 1557–1557 Hadzsi Muhammad pasa (Hacı Mehmet Paşa)
- 1557–1558 Kaszim pasa (Gazi Kasım Paşa)
- 1558–1559 Tujgún pasa (Toygun Paşa)
- 1559–1563 Güzeldzse Rüsztem pasa (Güzelce Rüstem Paşa)
- 1563–1564 Zál Mahmúd pasa (Zal Mahmut Paşa)
- 1564–1565 Iszkender pasa (İskender Paşa)
- 1565–1566 Arszlán pasa (Yahyapaşazade Arslan Paşa)
- 1566–1578 Szokoli Musztafa pasa (Sokullu Mustafa Paşa)
- 1578–1580 Kara Ovejsz pasa (Kara Üveys Paşa)
- 1580–1583 Kalajlikoz Ali pasa (Kalaylıkoz Ali Paşa)
- 1583–1586 Frenk Juszuf pasa (Frenk Yusuf Paşa)
- 1586–1587 Kalajlikoz Ali pasa (Kalaylıkoz Ali Paşa)
- 1587–1588 Frenk Juszuf pasa (Frenk Yusuf Paşa)
- 1588–1590 Ferhád pasa (Ferhad Paşa)
- 1590–1592 Szofi Szinán pasa (Sofu Sinan Paşa)
- 1592–1593 Szinánpasazade Muhammed pasa (Sinanpaşazade Mehmet Paşa)
- 1593–1594 Muhammedpasazade Haszán pasa (Mehmetpaşazade Hasan Paşa)
- 1594–1595 Szinánpasazade Muhammad pasa (Sinanpaşazade Mehmet Paşa)
- 1595–1595 Mihalidzslü Ahmed pasa (Mihalıçlı Ahmet Paşa)
- 1595–1595 Szofi Szinán pasa (Sofu Sinan Paşa)
- 1596–1596 Mihalidzslü Ahmed pasa (Mihalıçlı Ahmet Paşa)
- Budínský ejálet roku 15721596–1597 Ali pasa (Ali Paşa)

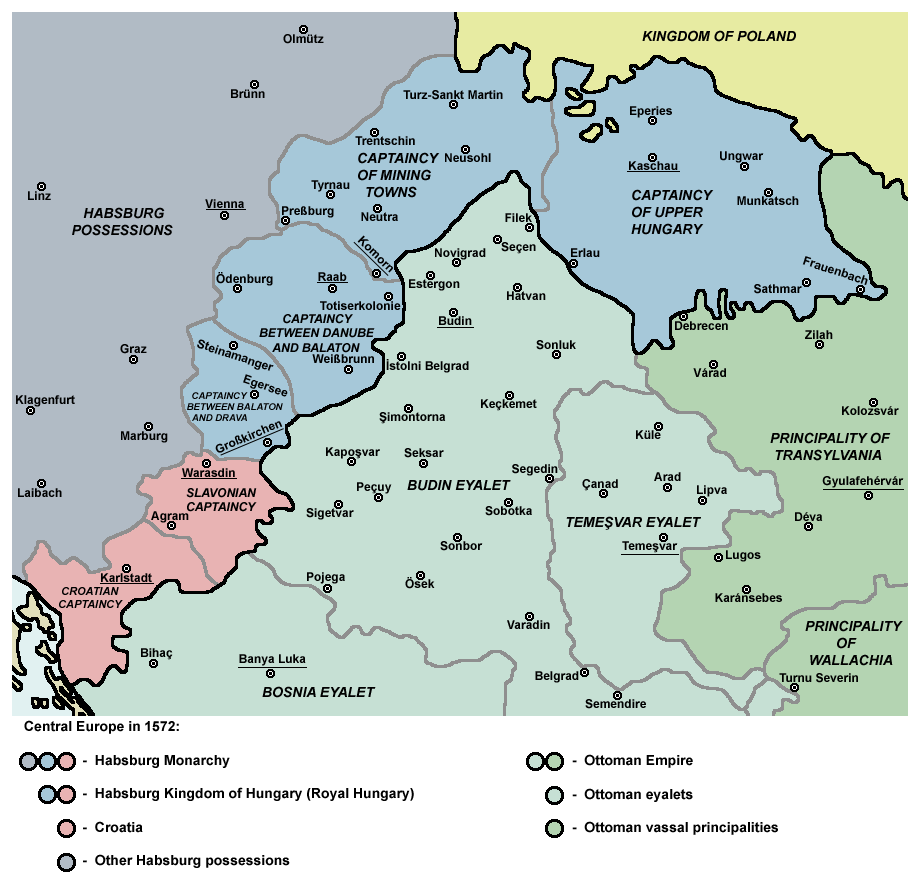
Budínský ejálet roku 1572

- 1597–1598 Mihalidzslü Ahmed pasa (Mihalıçlı Ahmet Paşa)
- 1598–1599 Dív Szulejmán pasa (Dev Süleyman Paşa)
- 1599–1599 Terjaki Haszán pasa (Tiryaki Hasan Paşa)
- 1599–1600 Lala Muhammed pasa (Lala Mehmet Paşa)
- 1601–1601 Terjaki Haszán pasa (Tiryaki Hasan Paşa)
- 1601–1602 Mankirkusi Muhammed pasa (Minkarkuşu Mehmet Paşa)
- 1601–1602 Lala Muhammed pasa (Lala Mehmet Paşa)
- 1602–1604 Kandizade Ali pasa (Kadızade Ali Paşa)
- 1604–1605 Begtás pasa (Bektaş Paşa)
- 1605–1605 Bosnák Musztafa pasa (Boşnak Mustafa Paşa)
- 1605–1609 Kadizade Ali pasa (Kadızade Ali Paşa)
- 1609–1614 Terjaki Haszán pasa (Tiryaki Hasan Paşa)
- 1614–1614 Szefer pasa (Sefer Paşa)
- 1614–1616 Kadizade Ali pasa (Kadızade Ali Paşa)
- 1616–1617 Szofi Muhammed pasa (Sofu Mehmet Paşa)Budínský ejálet roku 1683

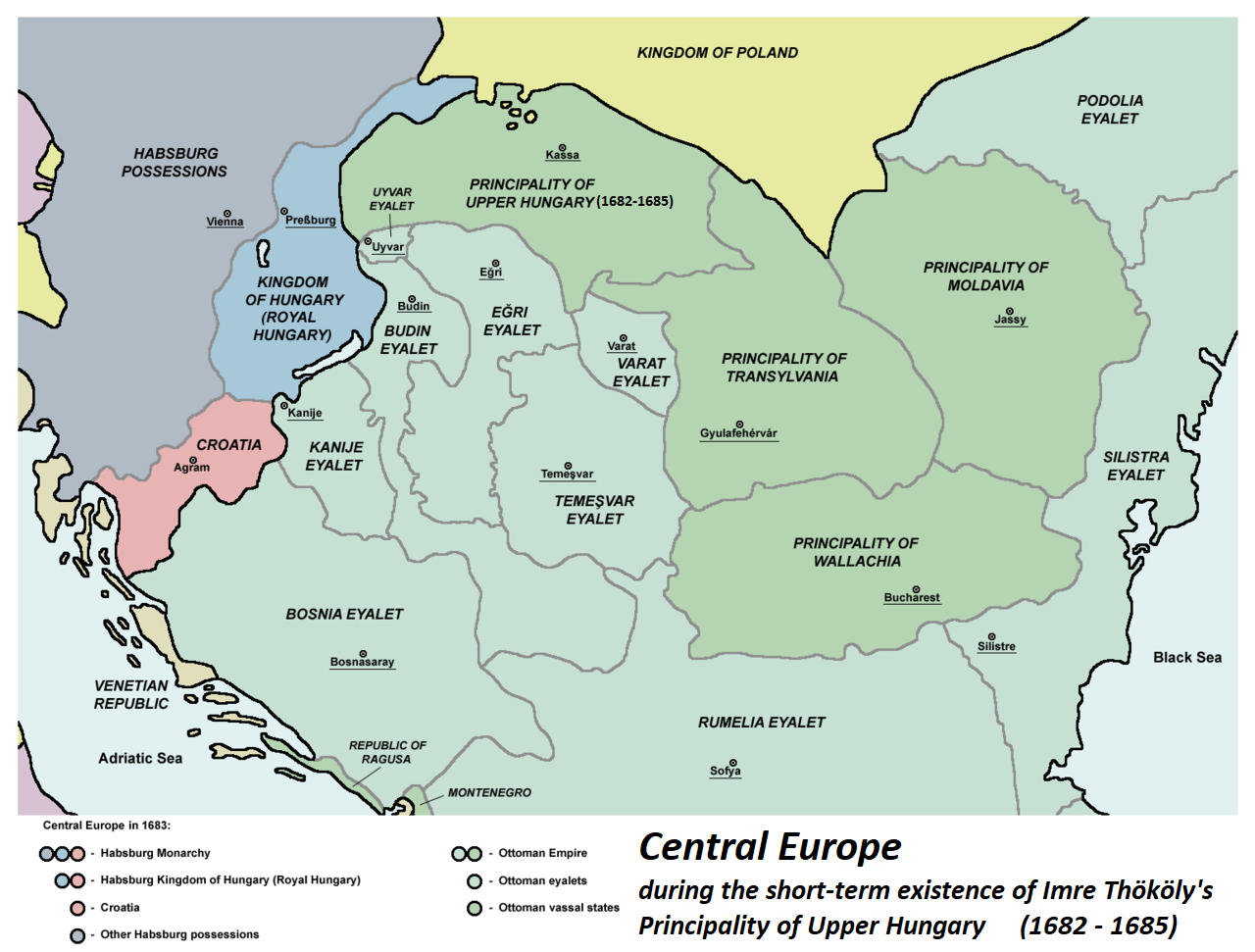
Budínský ejálet roku 1683

- 1617–1618 Nakkás Haszán pasa (Nakkaş Hasan Paşa)
- 1618–1621 Karakás Muhammed pasa (Karakaş Mehmed Paşa)
- 1621–1621 Szofi Muhammed pasa (Sofu Mehmet Paşa)
- 1621–1622 Kenán pasa (Kenan Paşa)
- 1622–1622 Deli Dervis pasa (Deli Derviş Paş)
- 1622–1623 Szofi Muhammed pasa (Sofu Mehmet Paşa)
- 1623–1623 Bebr Muhammed pasa (Pir Mehmet Paşa)
- 1623–1626 Szofi Muhammed pasa (Sofu Mehmet Paşa)
- 1626–1630 Murteza pasa (Damat Murtaza Paşa)
- 1630–1631 Adzsem Haszán pasa (Hasan Paşa)
- 1631–1631 Bejrám pasa (Bayram Paşa)

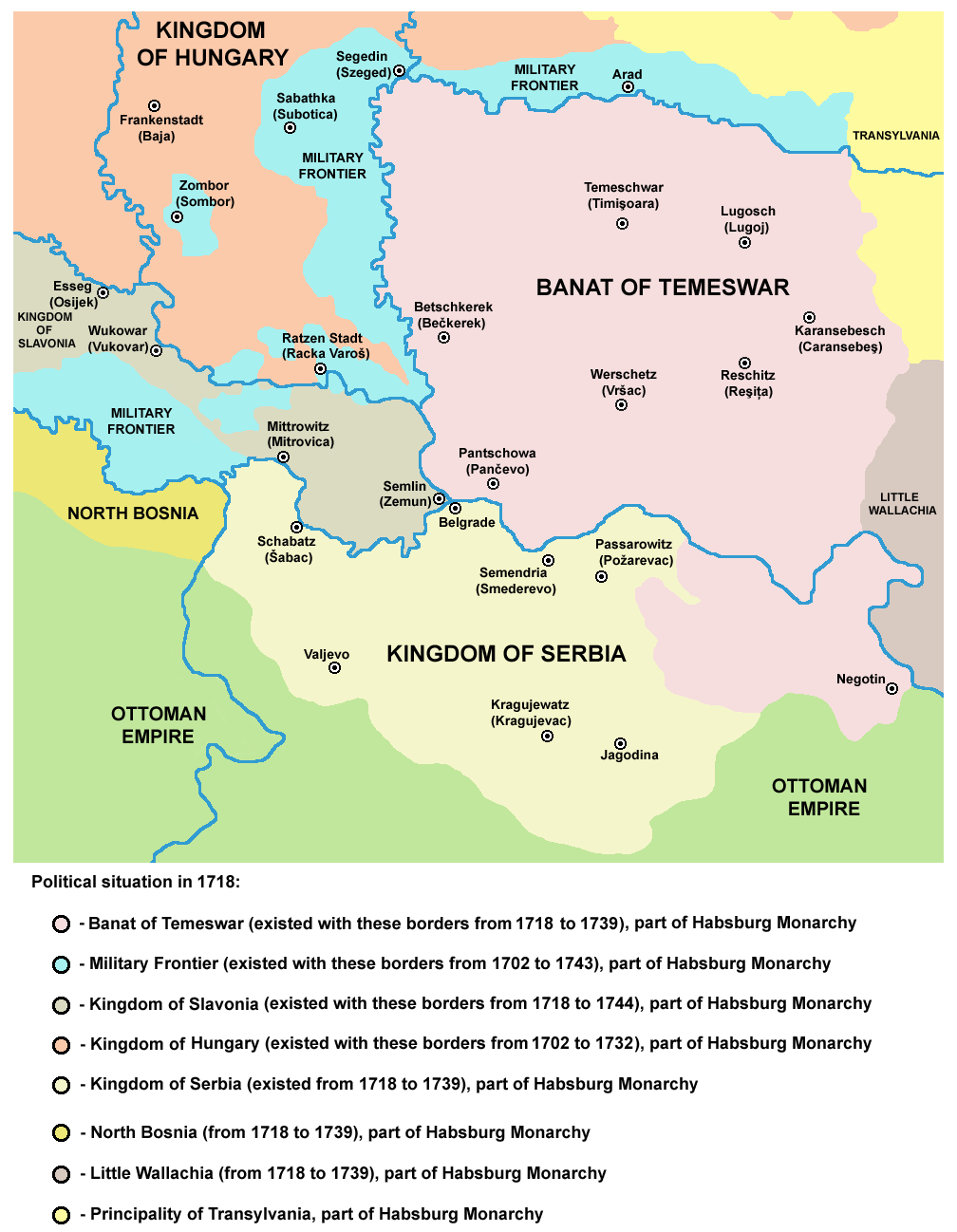
Hranice evropské části Osmanské říše (1718–1739)

- Hranice evropské části Osmanské říše (1718–1739)1631–1634 Musza pasa (Boşnak Musa Paşa)
- 1634–1634 Huszejn pasa (Silahtar Hüseyin Paşa)
- 1634–1634 Bejrám pasa (Bayram Paşa)
- 1634–1635 Dzsáfer pasa (Cafer Paşa)
- 1635–1637 Naszuhpasazade Huszejn pasa (Nasuhpaşazade Hüseyin Paşa)
- 1637–1638 Musza pasa (Koca Musa Paşa)
- 1638–1639 Tabani Jasszi Muhammed pasa (Tabanıyassı Mehmet Paşa)
- 1639–1640 Ipsír Musztafa pasa (İbşir Mustafa Paşa)
- 1640–1640 Szilihdár Musztafa (Silahtar Mustafa Paşa)
- 1640–1644 Musza pasa (Koca Musa Paşa)
- 1644–1644 Oszmán pasa (Mirahor Osman Paşa)
- 1644–1645 Deli Huszejn pasa (Deli Hüseyin Paşa)
- 1645–1646 Nakkás Musztafa pasa (Nakkaş Mustafa Paşa)
- 1646–1647 Murteza pasa (Murteza Paşa)
- 1647–1647 Hamzapasazade Muhammed pasa (Hamzapaşazade Mehmet Paşa)
- 1647–1647 Fázli pasa (Fazlı Paşa)
- 1647–1648 Hamzapasazade Muhammed pasa (Hamzapaşazade Mehmet Paşa)
- 1648–1650 Szijávus pasa (Siyavuş Paşa)
- 1650–1653 Murád pasa (Kara Murad Paşa)
- 1653–1655 Szári Kenán pasa (Sarı Kenan Paşa)
- 1655–1656 Gudzsi Kenán pasa (Gürcü Kenan Paşa)
- 1656–1656 Fázli pasa (Fazlı Paşa)
- 1655–1658 Gudzsi Kenán pasa (Gürcü Kenan Paşa)
- 1658–1658 Deli Huszejn pasa (Deli Hüseyin Paşa)
- 1658–1659 Gudzsi Kenán pasa (Gürcü Kenan Paşa)
- 1659–1660 Szejdi Ahmed pasa (Seydi Ahmet Paşa)
- 1660–1663 Bosnák Iszmail pasa (Boşnak İsmail Paşa)
- 1663–1663 Gudzsi Kenán pasa (Gürcü Kenan Paşa)
- 1663–1664 Szári Huszejn pasa (Sarı Hüseyin Paşa)
- 1664–1666 Gurdzsi Mohamed pasa (Gürcü Mehmet Paşa )
- 1666–1667 Dzserráh Kaszim pasa (Cerrah Kasım Paşa)
- 1667–1667 Szohzáb Mohamed pasa (Söhrab Mehmet Paşa)
- 1667–1670 Mahmúd pasa (Mahmut Paşa)
- 1670–1672 Arnaud Uzun Ibrahím pasa (Uzun İbrahim Paşa)
- 1672–1673 Dzsánpuládzáde Huszejn pasa (Canpulatzade Hüseyin Paşa)
- 1673–1675 Arnaud Uzun Ibrahím pasa (Uzun İbrahim Paşa)
- 1675–1677 Szujoldzsi Ali pasa (Suyolcu Ali Paşa)
- 1677–1677 Khalíl pasa (Halil Paş)
- 1677–1683 Arnaud Uzun Ibrahím pasa (Uzun İbrahim Paşa)
- 1683–1684 Kara Mohamed pasa (Kara Mehmet Paşa)
- 1684–1684 Sejtán Ibrahím pasa (Şeytan İbrahim Paşa)
- 1684–1686 Abdi Abdurrahman pasa (Arnavut Abdurrahman Abdi Paşa)